# 奇龍 (愛荷華州)
奇龍（英語：Kiron）是一個位於美國愛荷華州克勞福德縣的城市。

## 地理
奇龍的座標為42°11′46″N 95°19′37″W / 42.19611°N 95.32694°W，而該地的平均海拔高度為409米（即1342英尺）。

## 人口
根據2010年美國人口普查的數據，奇龍的面積為0.54平方千米，當中陸地面積為0.54平方千米，而水域面積為0.00平方千米。當地共有人口279人，而人口密度為每平方千米516人。